# Ein Kerem
Ein Kerem (en hébreu: עין כרם, en arabe: عين كارم - ‘Ein Kārem) est un ancien village d'artisans du district de Jérusalem en Israël, devenu zone résidentielle incluse dans les limites municipales de Jérusalem. Le toponyme Ein Kerem signifie en hébreu source de la vigne. Sa population était de deux mille habitants en 2010. Il est selon la tradition biblique le lieu de la Visitation de la Vierge Marie et celui de la naissance de Jean le Baptiste, raison pour laquelle il attire environ trois millions de visiteurs et de pèlerins par an.

## Histoire

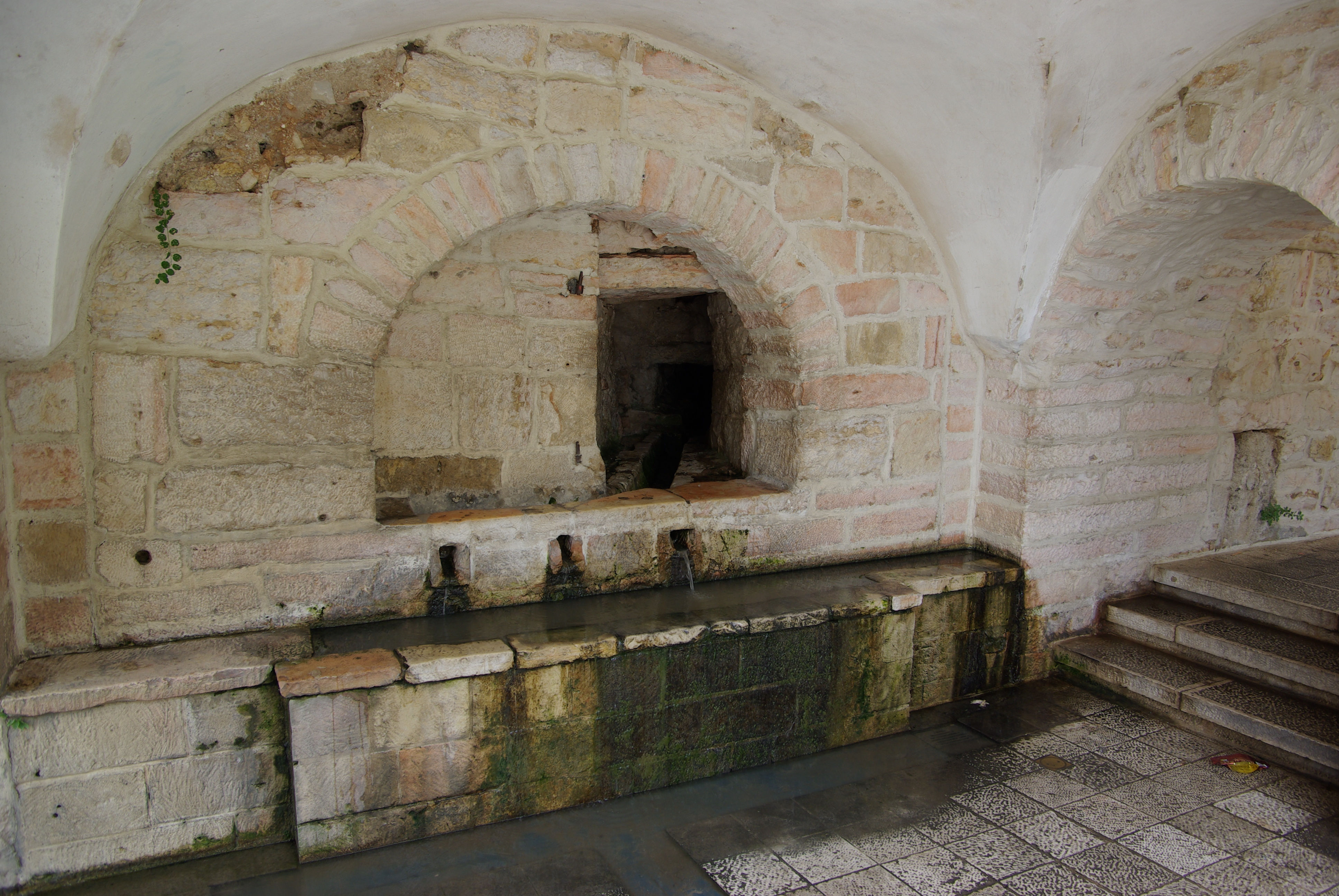
La source qui donne son nom à la localité.

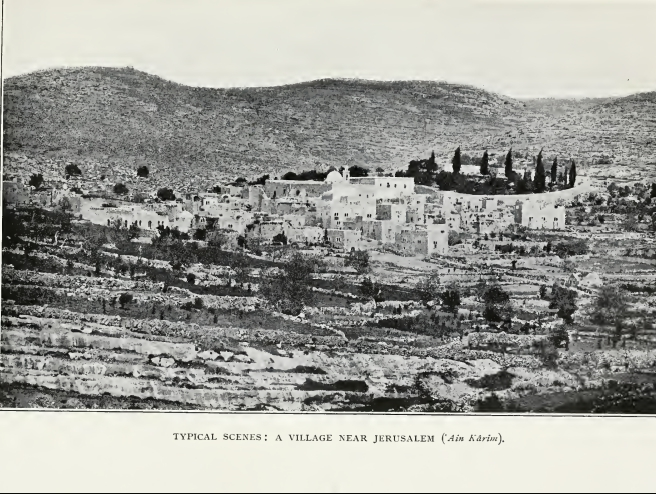
Ein Kerem en 1903.

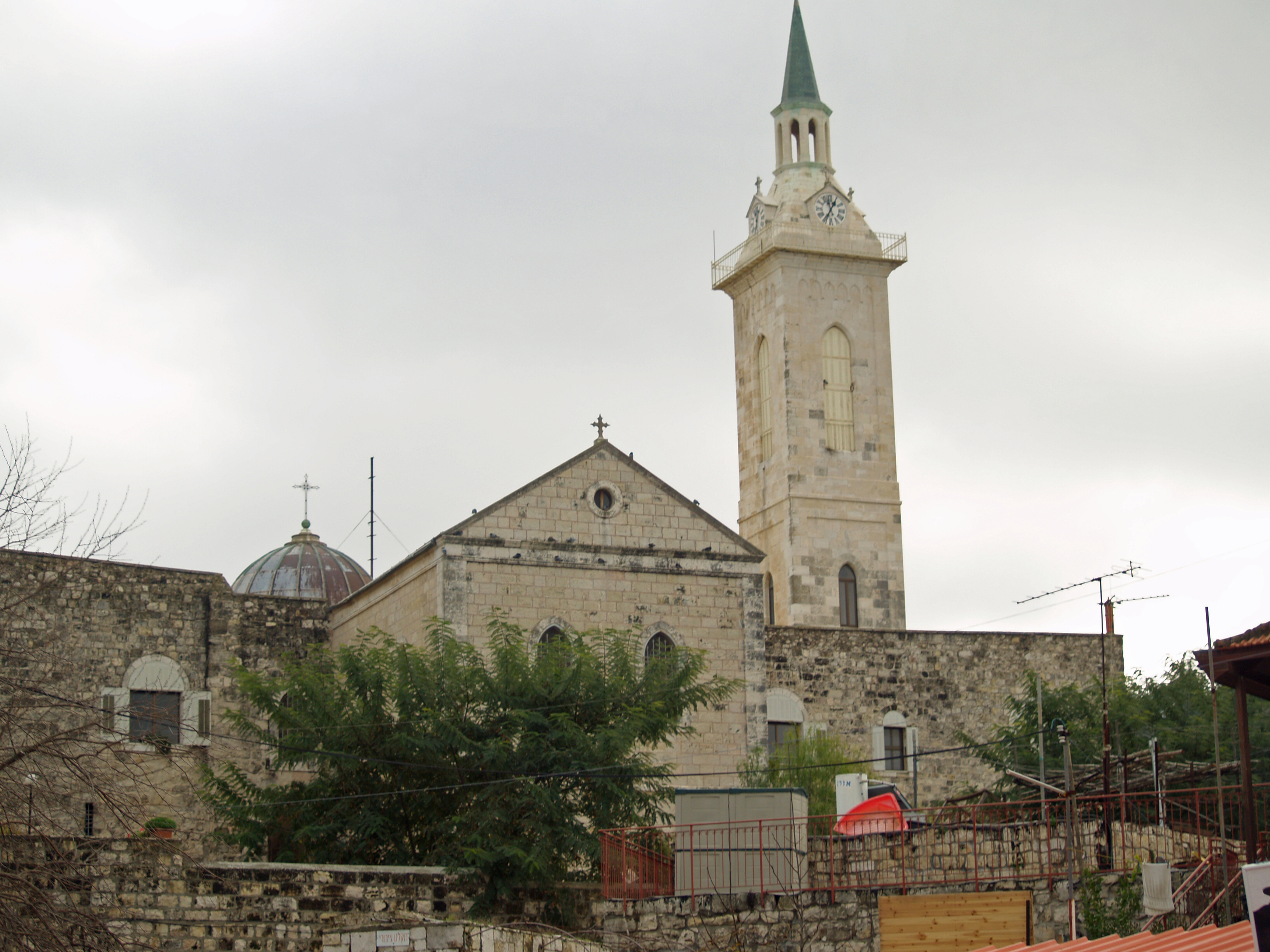
Église Saint-Jean-Baptiste.

Les fouilles archéologiques y ont révélé une occupation dès l'âge du bronze, d'après les poteries que l'on y a découvertes .
La tradition juive fait provenir de la vallée d'Ein Kerem les pierres ayant servi à la construction de l'autel du Temple de Jérusalem (Mishna, traité Middot 3:4).
Une statue d'Aphrodite en marbre a été découverte pendant des fouilles pratiquées à la fin du XIXe siècle, et se trouve aujourd'hui au musée Rockfeller.
Selon la tradition chrétienne, c'est l'emplacement où a eu lieu la Visitation de Marie de Nazareth à sa cousine Élisabeth, et où saint Jean Baptiste est né. Ainsi le village est devenu un lieu de pèlerinage pour l'Église catholique romaine et pour différentes confessions chrétiennes. À l'époque byzantine, c'était une station de la liturgie de Jérusalem. Les croisés nomment l'endroit Saint-Jehan-des-Bois.
Dans les années 1950, Rachel Yannayit Ben-Zvi y fonde un village agricole destiné à former les jeunes au travail de la terre. Le village devient ensuite l'école d'agriculture d'Ein Kerem, qui est par la suite transférée dans le village de Bet Zayit, sur les pentes d'Ein Kerem.
Dans les années 1960, le centre médical Hadassah y est construit. Il comprend l'hôpital Hadassah d'Ein Kerem, la faculté de médecine de l'université hébraïque de Jérusalem et d'autres écoles de médecine.
En 1986, un enfant de treize d'ans tue ses deux sœurs et ses parents pour des raisons inconnues. Ce fait divers est raconté dans une mini série sur Netflix sous le nom original de The Motive, ou "le mobile".

## Tradition chrétienne

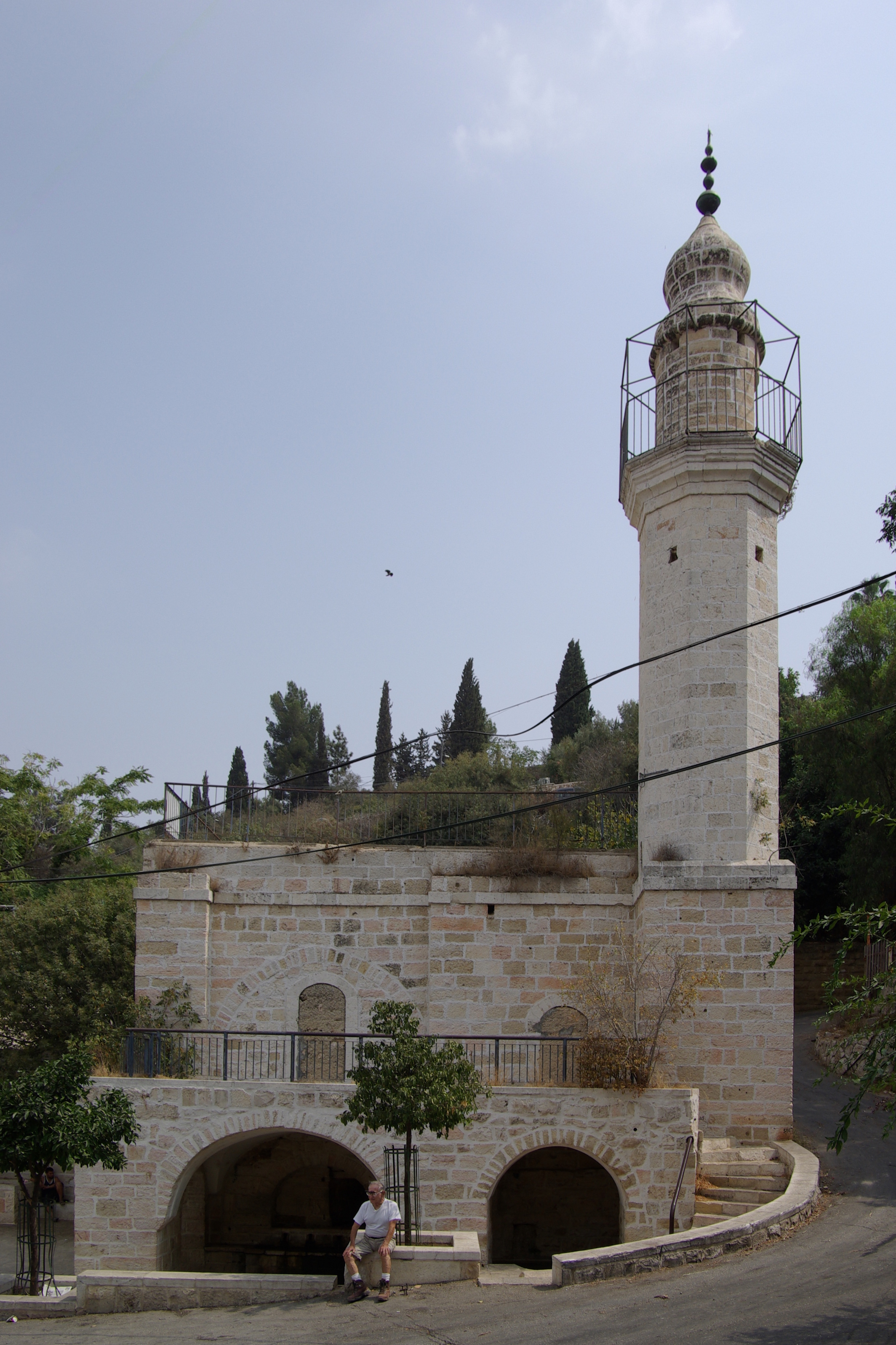
Le puits de Marie, auprès duquel la Visitation aurait eu lieu selon la tradition locale. Il a été restauré par le baron Edmond de Rothschild et une petite mosquée a été construite au-dessus.

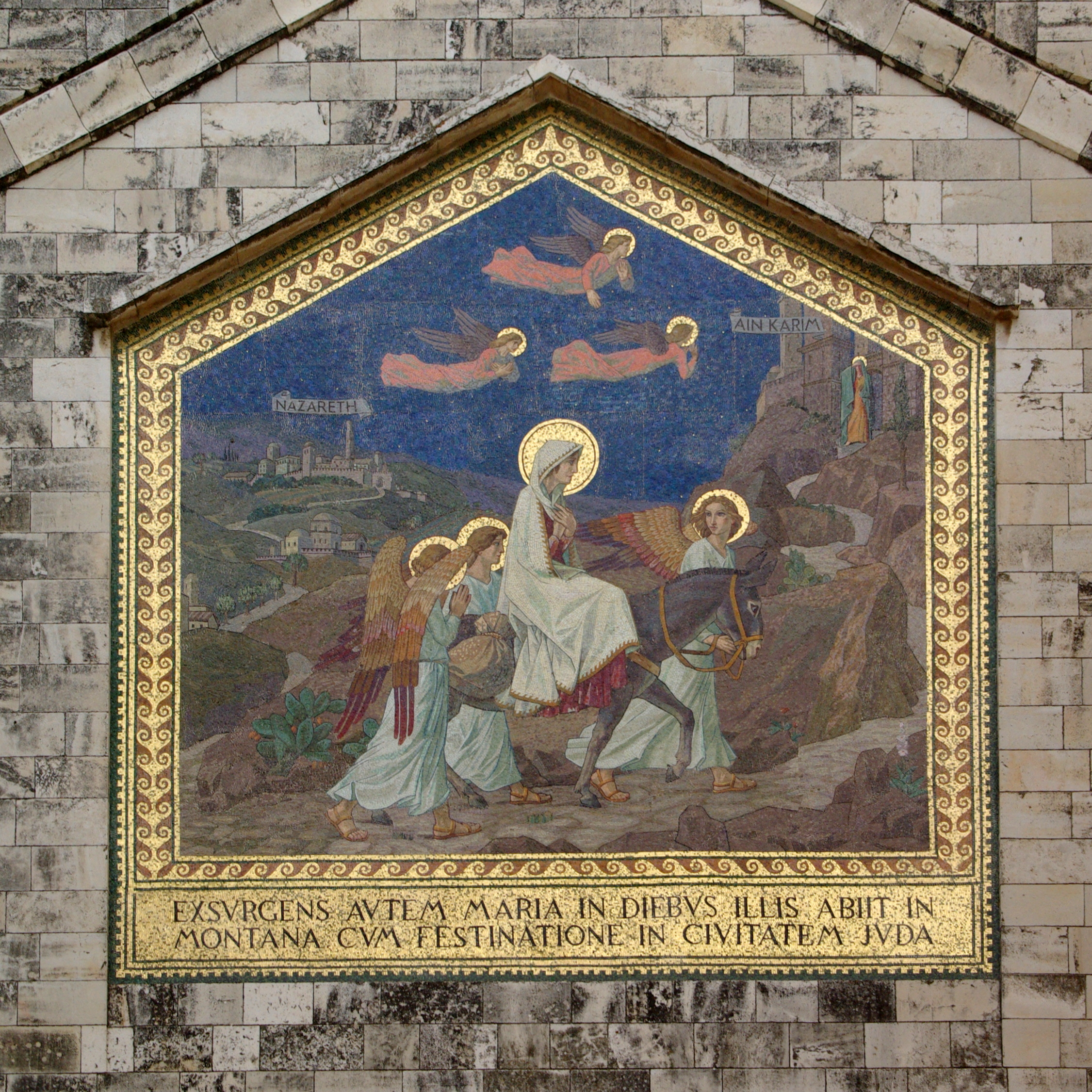
Fresque de la Visitation sur la façade de l'église de la Visitation.

Selon le Nouveau Testament, Marie se rend dans une ville de Judée située dans les collines pour rendre visite à Zacharie et à sa cousine Élisabeth. 
En l'an 530, l'empereur romain d'Orient Théodose indique que la distance entre Jérusalem et le lieu où vivait Élisabeth, mère de saint Jean-Baptiste, est de cinq lieues. Les lieux de station de la liturgie de Jérusalem (avant 638) mentionnent que le village célèbre tous les 28 août une fête en l'honneur d'Élisabeth. Eutychius d'Alexandrie la cite encore en 940 comme le village et l'église du lieu de la Visitation. En 1102-1103, le pèlerin anglo-saxon Saewulf note que le village possède un grand monastère dédié à saint Sabas, et que trois-cents de ses moines ont été massacrés par les Sarrasins.
Les croisés font édifier une église qui est trouvée en ruines à l'époque ottomane. Le père franciscain Thomas de Novare parvient à racheter le terrain. En 1672, les franciscains de la custodie de Terre Sainte obtiennent enfin un firman leur donnant l'autorisation de relever les ruines et de construire une nouvelle église Saint-Jean-Baptiste. Leur couvent est encore agrandi en 1693. Le puits de Marie se trouve au sud du village.

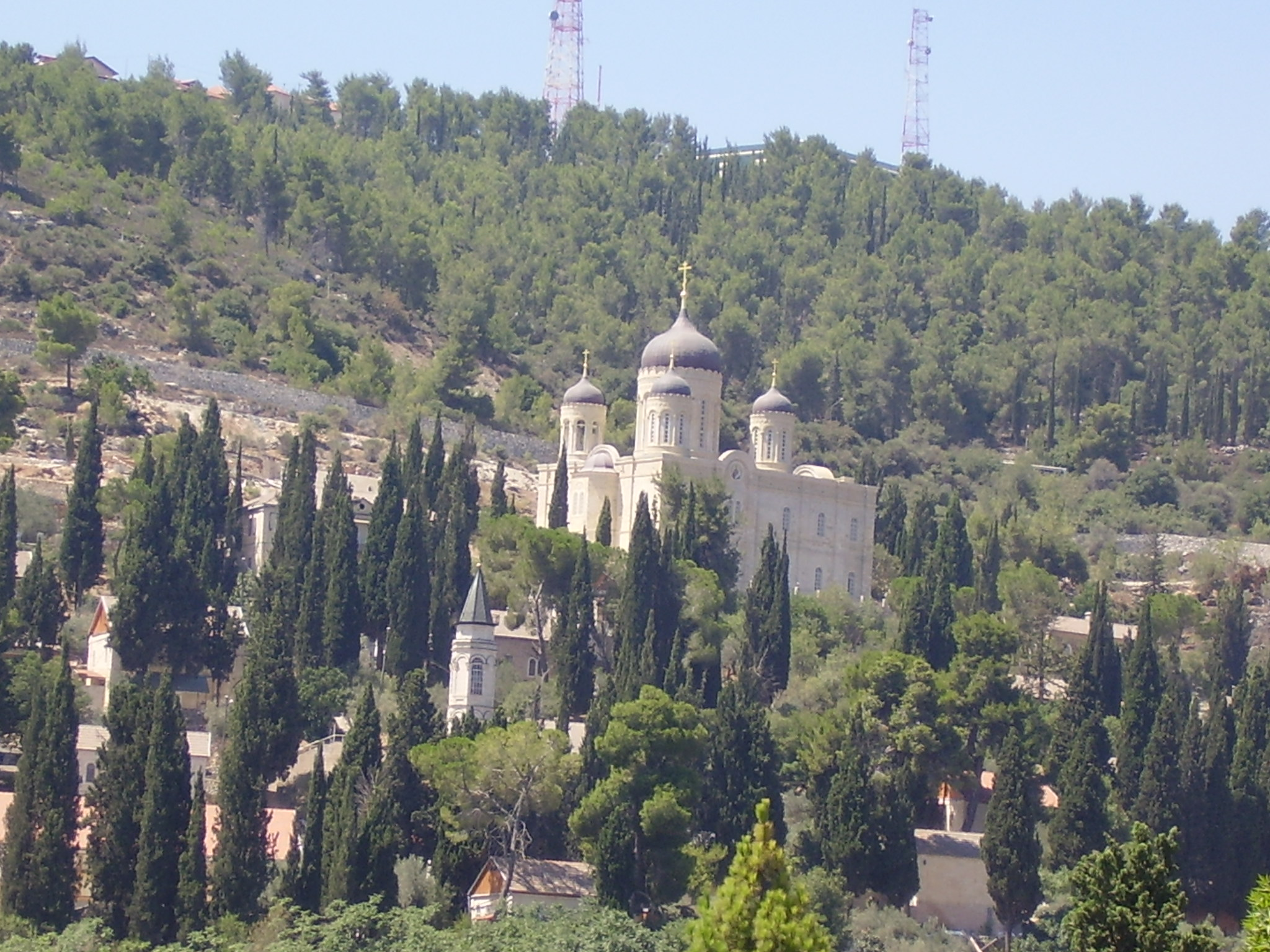
Monastère orthodoxe d'Ein Kerem.

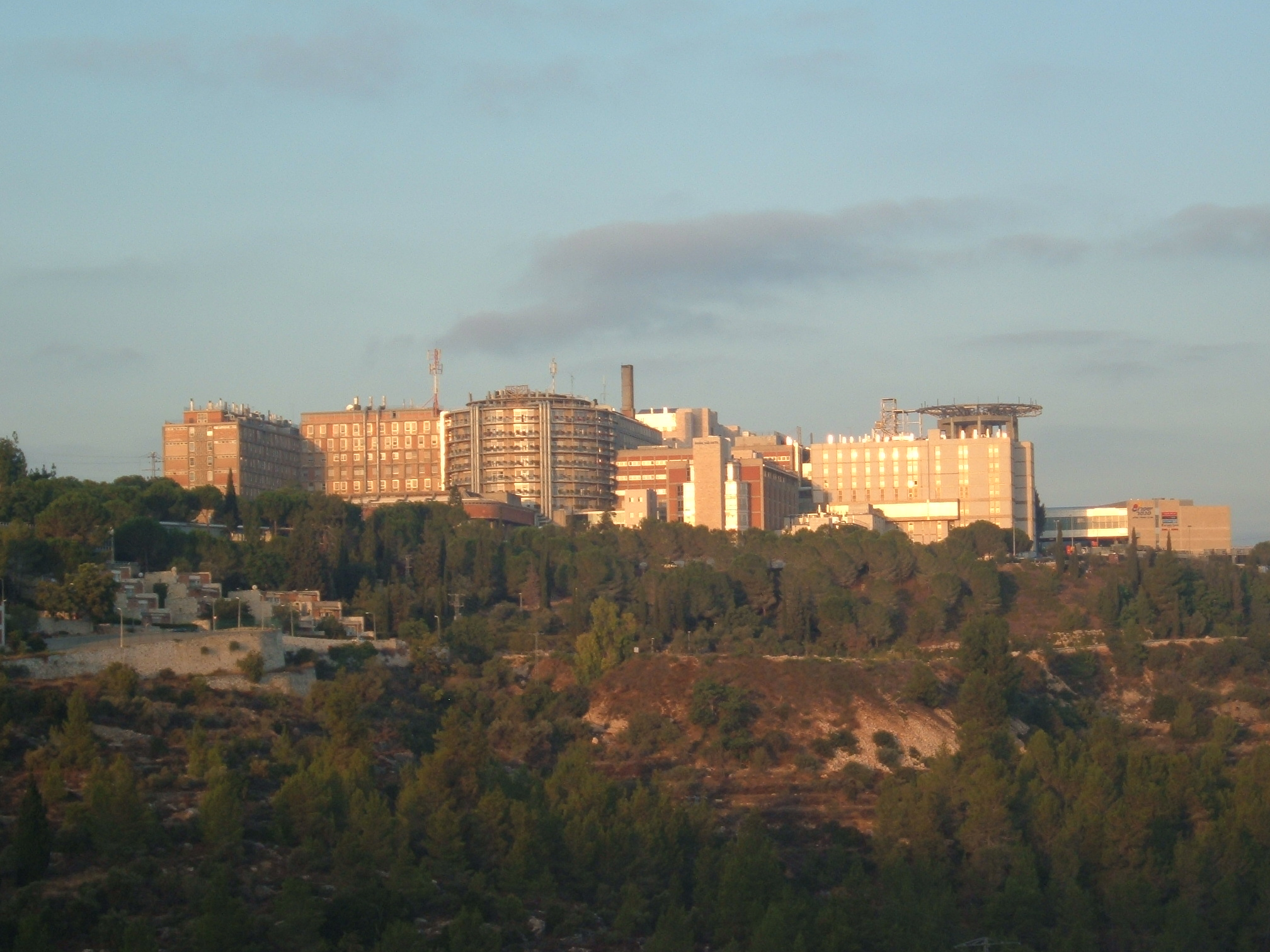
Centre médical Hadassah sur le Ein Kerem.

## Sites chrétiens
Après les franciscains, plusieurs confessions chrétiennes font bâtir des églises, des monastères, des établissements et des écoles. Il s'agit de:
- l'église Saint-Jean-Baptiste (en) (catholique de rite latin), élevée sur les vestiges d'une église byzantine et d'une église croisée
- l'église Saint-Jean-Baptiste (arabe-orthodoxe ?), construite en 1894 sur les vestiges d'une ancienne église
- l'église de la Visitation (catholique de rite latin), construite en 1955 par Antonio Barluzzi
- le couvent des sœurs de Notre-Dame-de-Sion (catholique), où est enterré son cofondateur Alphonse Ratisbonne .
- le monastère russe orthodoxe surnommé Moscovia par la population locale
- la maison Saint-Vincent-Ein-Kerem, institution pour les enfants handicapés physiques et mentaux, tenue par les Filles de la Charité de Saint-Vincent-de-Paul
- le couvent Saint-Jean-du-Désert, à l'endroit où habita saint Jean-Baptiste, à quelques kilomètres d'Ein Kerem.

### Articles liés
- Visitation de la Vierge Marie
- Couvent Saint-Jean-du-Désert
- Congrégation de Notre-Dame de Sion
- Monastère orthodoxe d'Ein Kerem
- le Centre médical Ein Karem-Hadassah
- Communauté Aïn Karem (France)